# العزيزية (ولاية المدية)
العزيزية أو البطام، مدينة وبلدية من بلديات دائرة العزيزية بولاية المدية الجزائرية وهي عاصمة دائرة العزيزية.

## الموقع الجغرافي
تقع في الشمال الشرقي لولاية المدية، على الحدود مع ولاية البويرة، وهي تتوسط بلديات: تابلاط، عين بسام، بني سليمان وسور الغزلان، تبعد عن الجزائر العاصمة بحوالي 90 كيلومتر.

## أصل التسمية
سميت العزيزية بهذا الاسم نسبة إلى أحد الشهداء ثورة التحرير الجزائرية ويعتبر الاسم الرسمي لها، غير أن السكان المحليون يطلقون عليها اسما آخر هو : البطام نسبة لشجر البطم الذي كانت تشتهر به المنطقة. وقد كان الفرنسيون يسمونها LE CAMP DES FRENES وهي ترجمة حرفية لكلمة البطم باللغة الفرنسية.

## المساحة والسكان
تقدر مساحة بلدية العزيزية ب 5125 هكتار منها 3952 أراضي فلاحية معظمها في مداشرها الثلاث وهي أولاد امحمد وأولاد إبراهيم وأولاد زيدان أما مقر البلدية فيعتبر سطحا صخري تغطيه طبقة رقيقة من التربة. و عدد سكانها لسنة 2008 قدر ب 8432 نسمة وقدر سنة 2012 ب 11052 نسمة

## الهياكل القاعدية
تضم مدينة العزيزية عدة مؤسسات تعليمية ابتدائية وإكمالية بالإضافة إلى مدرسة ثانوية ومتقنة، وفيها العديد من المرافق الأخرى، مثل : دار البلدية، مقر الدائرة، مركز الشرطة، مركز البريد، مركز الحماية المدنية، دار الثقافة والملعب البلدي

## أعلام
- الأخضر الإبراهيمي